# 博凯
博凯（法語：Bauquay，法語發音：[bokɛ] ⓘ）是法国卡尔瓦多斯省的一个旧市镇，属于维尔区。2017年，博凯与临近的6个市镇合并为新市镇莱蒙多奈。

## 地理
博凯（49°2'1"N, 0°36'58"W）面积1.79 平方千米，位于法国诺曼底大区卡爾瓦多斯省，该省份为法国西北部沿海省份，北濒大西洋英吉利海峡，东北与滨海塞纳省以海上边界相接，东临厄尔省，南至奧恩省，西与芒什省接壤。
与博凯接壤的市镇（或旧市镇、城区）包括：奥东河畔欧奈、勒梅尼勒欧格兰、圣阿尼昂-勒马莱尔布。

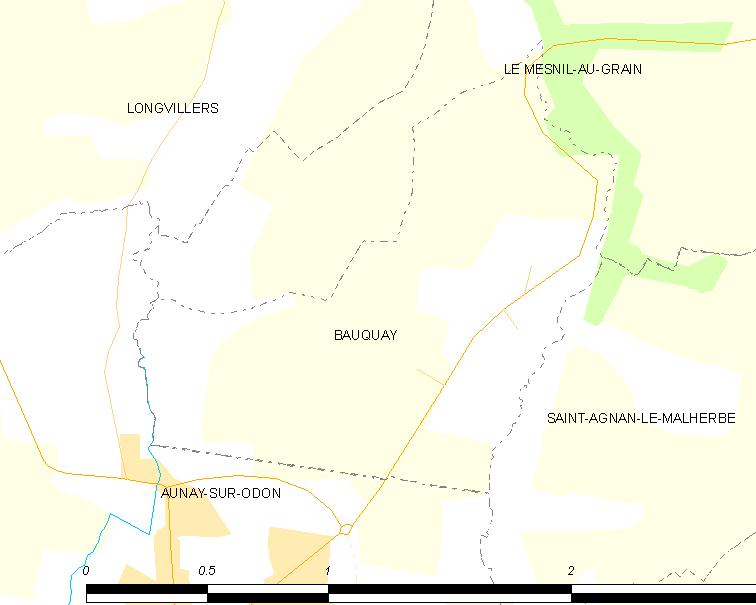
博凯的OSM定位图

博凯的时区为UTC+01:00、UTC+02:00（夏令时）。

## 行政
博凯的邮政编码为14260，INSEE市镇编码为14056。

## 政治
博凯所属的省级选区为莱蒙多奈县。

## 人口

1962-2008年间博凯人口变化图示

博凯于2018年1月1日时的人口数量为294人。